# 35. National Hockey League All-Star Game
Das 35. National Hockey League All-Star Game wurde am 8. Februar 1983 in Hempstead bei New York ausgetragen. Das Spiel fand im Nassau Veterans Memorial Coliseum, der Spielstätte des Gastgebers New York Islanders statt. Die All-Stars der Campbell Conference schlugen die der Prince of Wales Conference deutlich mit 9:3. Das Spiel sahen 15.230 Zuschauer. Wayne Gretzky von den Edmonton Oilers wurde zum MVP gekürt. 

## Mannschaften
| #           | Land               | Spieler          | Pos.             | Team                  |
| Torhüter    |                    |                  |                  |                       |
| 30          | Kanada             | Murray Bannerman | Murray Bannerman | Chicago Black Hawks   |
| 31          | Kanada             | John Garrett     | John Garrett     | Vancouver Canucks     |
| Verteidiger |                    |                  |                  |                       |
| 3           | Kanada             | Willie Huber     | Willie Huber     | Detroit Red Wings     |
| 4           | Kanada             | Craig Hartsburg  | Craig Hartsburg  | Minnesota North Stars |
| 6           | Kanada             | Bob Murray       | Bob Murray       | Chicago Black Hawks   |
| 7           | Kanada             | Paul Coffey      | Paul Coffey      | Edmonton Oilers       |
| 24          | Kanada             | Doug Wilson      | Doug Wilson      | Chicago Black Hawks   |
| 44          | Kanada             | Dave Babych      | Dave Babych      | Winnipeg Jets         |
| Angreifer   |                    |                  |                  |                       |
| 8           | Vereinigte Staaten | Neal Broten      | C                | Minnesota North Stars |
| 9           | Kanada             | Lanny McDonald   | RW               | Calgary Flames        |
| 10          | Kanada             | Brian Sutter     | LW               | St. Louis Blues       |
| 11          | Kanada             | Mark Messier     | LW               | Edmonton Oilers       |
| 12          | Kanada             | Tom McCarthy     | LW               | Minnesota North Stars |
| 16          | Kanada             | Marcel Dionne    | C                | Los Angeles Kings     |
| 17          | Finnland           | Jari Kurri       | RW               | Edmonton Oilers       |
| 18          | Kanada             | Denis Savard     | C                | Chicago Black Hawks   |
| 19          | Kanada             | Dino Ciccarelli  | RW               | Minnesota North Stars |
| 20          | Kanada             | Al Secord        | LW               | Chicago Black Hawks   |
| 22          | Kanada             | Rick Vaive       | RW               | Toronto Maple Leafs   |
| 99          | Kanada             | Wayne Gretzky    | C                | Edmonton Oilers       |

| #           | Land               | Spieler         | Pos.            | Team                |
| Torhüter    |                    |                 |                 |                     |
| 1           | Kanada             | Pete Peeters    | Pete Peeters    | Boston Bruins       |
| 31          | Schweden           | Pelle Lindbergh | Pelle Lindbergh | Philadelphia Flyers |
| Verteidiger |                    |                 |                 |                     |
| 2           | Vereinigte Staaten | Mark Howe       | Mark Howe       | Philadelphia Flyers |
| 4           | Vereinigte Staaten | Mike Ramsey     | Mike Ramsey     | Buffalo Sabres      |
| 5           | Kanada             | Denis Potvin    | Denis Potvin    | New York Islanders  |
| 6           | Vereinigte Staaten | Rod Langway     | Rod Langway     | Washington Capitals |
| 7           | Kanada             | Ray Bourque     | Ray Bourque     | Boston Bruins       |
| 28          | Vereinigte Staaten | Dave Langevin   | Dave Langevin   | New York Islanders  |
| Angreifer   |                    |                 |                 |                     |
| 8           | Kanada             | Ron Francis     | C               | Hartford Whalers    |
| 10          | Kanada             | Barry Pederson  | C               | Boston Bruins       |
| 11          | Kanada             | Ryan Walter     | LW              | Montréal Canadiens  |
| 12          | Kanada             | Don Maloney     | LW              | New York Rangers    |
| 16          | Kanada             | Michel Goulet   | LW              | Québec Nordiques    |
| 17          | Kanada             | Rick Kehoe      | RW              | Pittsburgh Penguins |
| 18          | Tschechoslowakei   | Marián Šťastný  | C               | Québec Nordiques    |
| 19          | Kanada             | Bryan Trottier  | LW              | New York Islanders  |
| 20          | Kanada             | Hector Marini   | RW              | New Jersey Devils   |
| 22          | Kanada             | Mike Bossy      | RW              | New York Islanders  |
| 26          | Tschechoslowakei   | Peter Šťastný   | C               | Québec Nordiques    |
| 27          | Kanada             | Darryl Sittler  | C               | Philadelphia Flyers |

## Spielverlauf

### Campbell Conference All-Stars 9 – 3 Wales Conference All-Stars
All Star Game MVP: Wayne Gretzky (4 Tore)
| Team       | Zeit  | Stand | Torschütze      | Vorlagengeber   | Vorlagengeber |
| 1. Drittel |       |       |                 |                 |               |
|            | 3:41  | 0–1   | Michel Goulet   | Peter Šťastný   |               |
|            | 11:37 | 1–1   | Dave Babych     | Lanny McDonald  | Brian Sutter  |
|            | 19:01 | 1–2   | Ray Bourque     |                 |               |
| 2. Drittel |       |       |                 |                 |               |
|            | 23:01 | 2–2   | Dino Ciccarelli | Neal Broten     | Al Secord     |
|            | 34:51 | 3–2   | Tom McCarthy    | Dino Ciccarelli | Bob Murray    |
| 3. Drittel |       |       |                 |                 |               |
|            | 46:20 | 4–2   | Wayne Gretzky   | Jari Kurri      | Paul Coffey   |
|            | 47:29 | 5–2   | Lanny McDonald  | Brian Sutter    | Marcel Dionne |
|            | 50:31 | 6–2   | Wayne Gretzky   | Mark Messier    | Jari Kurri    |
|            | 54:04 | 6–3   | Don Maloney     | Hector Marini   |               |
|            | 55:32 | 7–3   | Wayne Gretzky   | Doug Wilson     | Mark Messier  |
|            | 57:15 | 8–3   | Rick Vaive      |                 |               |
|            | 59:18 | 9–3   | Wayne Gretzky   | Mark Messier    |               |

Schiedsrichter: Bob Myers 

Linienrichter: Ryan Bozak, Leon Stickle 

Zuschauer: 15.230